# 京極高宣
京極 高宣（きょうごく たかのぶ、1942年 - ）は、日本の社会福祉学者。国立社会保障・人口問題研究所所長を経て、社会福祉法人浴風会名誉理事長。日本社会事業大学教授、同学長。

## 人物・略歴
東京都出身。社会福祉学博士（東京福祉大学）。前・日本社会事業大学学長。東京都立新宿高等学校、東京大学農学部卒業。東京大学大学院経済学研究科博士課程理論経済学専攻退学。
日本社会事業大学専任講師、同助教授、厚生省（現・厚生労働省）社会局社会福祉専門官（1984年（昭和59年） - 1987年（昭和62年））、日本社会事業大学教授。1991年（平成3年）、同大学社会福祉学部学部長を経て、1995年（平成7年）より学長。
厚生労働省社会保障審議会障害者部会長。内閣府新しい障害者基本計画に関する懇談会座長。長寿社会文化協会会長。福祉法人経営学会会長。

## 障害者自立支援法
障害福祉サービス利用の原則1割を障害者が負担する障害者自立支援法について、2009年2月に国立社会保障・人口問題研究所より発行の小冊子において「研究所所長としてではなく個人的見解」と前置きした上で、「利用者負担とはサービスに対する料金（プライス）ではなく使用料（チャージ）」という前提の元に利用者負担の必要性を説いた。
しかし、同法は施行以降さまざまな問題が噴出し2009年（平成21年）9月19日、民社国連立政権・鳩山内閣の長妻昭厚生労働大臣は同法の廃止を明言した。
また、「障害が重いほど負担も重い（応益負担の）法律は憲法違反」として全国14地裁で原告71人によって障害者自立支援法訴訟が提訴され、2010年1月7日、政府との合意に達し「基本合意」に調印した。

## 「論文盗用」報道
2010年1月7日、朝日新聞に論文の「盗用」を報じられた。その記事の内容は
などというものであった。具体的には、京極が論文「海外の社会福祉」（1986年 - 1987年）において、出典を明記せず国会図書館調査員（当時）の論文「フランスにおける社会福祉の法制と行政組織」（1986年）をほぼ丸写しした上、補助金等を受けていた1987年と1992年の研究事業の報告書にも盗用論文を使い回した、というのが朝日新聞の記事内容であった。
京極はこの報道を事実無根と主張し、朝日新聞社を東京地裁に提訴して、名誉毀損に対する損害賠償ならびに謝罪広告の掲載を求めた。その後、2011年8月19日、東京地裁による勧告を受け入れて和解が成立した。

## 著書
単著
- 市民参加の福祉計画 高齢化社会における在宅福祉サービスのあり方 中央法規出版 1984.12
- 長寿社会の戦略 市民参加型福祉経営のあり方 第一法規出版 1987.6
- 福祉専門職の展望 福祉士法の成立と今後 全国社会福祉協議会 1987.12
- 明日の福祉をめざして 中央法規出版 1987.12
- 老いを考える 明日のライフデザイン 中央法規出版 1990.4
- 現代福祉学の構図 中央法規出版 1990.7
- 日本の福祉士制度 日本ソーシャルワーク史序説 中央法規出版 1992.1
- 高齢者ケアを拓く 中央法規出版 1993.4
- 社会福祉学とは何か 新・社会福祉原論 全国社会福祉協議会 1995.4
- 福祉の経済思想 厳しさと優しさの接点 ミネルヴァ書房 1995.5
- 介護革命 老後を待ち遠しくする公的介護保険システム ベネッセコーポレーション 1996.12
- 介護保険の戦略 21世紀型社会保障のあり方 中央法規出版 1997.6
- 少子高齢社会に挑む 中央法規出版 1998.8
- 社会福祉をいかに学ぶか 社会福祉教育研究の現状と課題 川島書店 2000.3
- 社会福祉学小辞典 ミネルヴァ書房 2000.4
- 京極高宣のぴかぴか対談 全国社会福祉協議会 2000.11
- この子らを世の光に 糸賀一雄の思想と生涯 日本放送出版協会 2001.2
- 21世紀型社会保障の展望 法研 2001.4
- 儒教に学ぶ福祉の心 『言志四録』を読む 明徳出版社 2001.9
- 生協福祉の挑戦 コープ出版 2002.5
- 福祉社会を築く 中央法規出版 2002.8
- 障害を抱きしめて 共生の経済学とは何か 東洋経済新報社 2002.9
- 児童福祉の課題 インデックス出版 2002.10
- 『京極高宣著作集』全10巻 中央法規出版、2002-2003
- 介護保険改革と障害者グランドデザイン 新しい社会保障の考え方 中央法規出版 2005.3
- 国民皆介護 介護保険制度の改革 北隆館 2005.3
- 動くとも亦悔无からん 日本社会事業大学学長としての十年 中央法規出版 2005.7
- 国民皆介護 障害者自立支援法の成立 北隆館 2005.10
- 障害者自立支援法の解説 全国社会福祉協議会 2005.12
- 生活保護改革の視点 三位一体と生活保護制度の見直し 全国社会福祉協議会 2006.10
- 社会保障と日本経済 「社会市場」の理論と実証 慶應義塾大学出版会 2007.8
- 新しい社会保障の理論を求めて 社会市場論の提唱 研究ノート 社会保険研究所 2008.2
- 障害者自立支援法の課題 中央法規出版 2008.5
- 医療福祉士への道 日本ソーシャルワーカーの歴史的考察 医学書院 2008.5
- 生活保護改革と地方分権化 ミネルヴァ書房 2008.5
- 最新障害者自立支援法 逐条解説 新日本法規出版 2008.8
- 福祉サービスの利用者負担 公共サービス料金の社会経済学的分析 中央法規出版 2009.5
- 共生社会の実現 少子高齢化と社会保障改革 中央法規出版 2010.11
- 福祉書を読む ドメス出版 2014.10
- 新版福祉法人の経営戦略 中央法規出版 2019.12
- わが青春のマルクス主義 花伝社 2019.12
- 現代福祉学の再構築 ミネルヴァ書房 2020.3

共編著
- 社会資本の理論 川上則道共著 時潮社、1984
- 民間活力とシルバーサービス 隅谷三喜男共編著 中央法規出版 1987.12
- 社会・介護福祉士への道 その役割と資格のとり方 板山賢治共編 エイデル研究所 1988.6
- 福祉政策学の構築 三浦文夫氏との対論 全国社会福祉協議会 1988.10
- 社会福祉士・介護福祉士資格のとり方Q&A 板山賢治共編 エイデル研究所 1988.12
- 福祉士の待遇条件 中西洋共編著 第一法規出版 1990.11
- 福祉マンパワー対策 誰が福祉を担うのか 第一法規出版 1992.1
- 長寿社会の社会保障 堀勝洋編著 第一法規出版、1993（長寿社会総合講座）
- 老人保健福祉計画 どう準備し、どう作るか　東京法規出版 1993.9
- 高齢者のケアシステム 三友雅夫共編著 中央法規出版 1993.10
- 介護保険辞典 内藤佳津雄共編著 中央法規出版、1999
- 介護保険六法 平成12年版 新日本法規出版 2000.3
- 高齢社会の福祉サービス 武川正吾共編 東京大学出版会、2001
- 医療ソーシャルワーカー新時代 地域医療と国家資格 村上須賀子共編著 勁草書房、2005
- 精神保健福祉士の基礎知識 岡上和雄,高橋一,寺谷隆子共編 中央法規出版 2006.5
- 社会保障は日本経済の足を引っ張っているか 時事通信出版局 2006.11
- 在宅医療ソーシャルワーク 村上須賀子、永野なおみ共編著 勁草書房、2008
- 日本の人口減少社会を読み解く 最新データからみる少子高齢化 高橋重郷共編 中央法規出版、2008
- 在宅医療辞典 井部俊子,開原成允,前沢政次共編 中央法規出版 2009.11
- 『社会保障と経済』1-3 宮島洋・西村周三共編、東京大学出版会、2009年

## 翻訳
- 未婚の母たち アンジェラ・ホプキンソン 五味百合子共編訳 連合出版 1980.6
- 欧米福祉専門職の開発 ソーシャルワーク教育の国際比較 ハンス・ヨハン・ブラウンズ,デービッド・クレーマー編著 古瀬徹共監訳 全国社会福祉協議会 1987.11